# 劉璿 (漢趙)
劉璿，十六國时期汉国（汉赵）宗室，被封为西阳王。
汉国第一任皇帝刘渊临终时，护军马景兼左卫将军，永安王刘安国兼右卫将军，安昌王刘盛、安邑王刘钦、西阳王劉璿都兼任武卫将军，分别统领禁兵。河瑞二年（310年）七月十八日，刘渊去世。太子刘和继承皇位。刘锐、马景、呼延攸、刘乘等人计划除掉楚王刘聪、齐王刘裕、鲁王刘隆、北海王刘乂。七月二十一日，刘锐带领马景在单于台攻打楚王刘聪，呼延攸带领永安王刘安国到司徒府攻打齐王刘裕，刘乘带领安邑王刘钦攻打鲁王刘隆，派尚书田密、武卫将军劉璿攻打北海王刘乂。结果劉璿和田密反水，带着刘乂冲过关卡归附刘聪。战斗了三天。七月二十四日，刘聪在光极殿西室杀了皇帝刘和，擒杀刘锐、呼延攸、刘乘，获得胜利，成为汉国第三任皇帝。